# Karl Golser
Karl Golser (Cermes, 16 maggio 1943 – Bressanone, 25 dicembre 2016) è stato un vescovo cattolico italiano.

## Biografia
Nacque a Cermes, in provincia di Bolzano e allora nell'arcidiocesi di Trento, il 15 maggio 1943 da Alois e Rosa Arquin.

### Formazione e ministero sacerdotale
Terminati gli studi elementari nel paese natio, frequentò il seminario minore a Tirolo, per poi passare al Collegio germanico-ungarico a Roma, dove seguì i corsi di filosofia e teologia presso la Pontificia Università Gregoriana, dal 1962 al 1973.
Il 10 ottobre 1968 fu ordinato presbitero per la diocesi di Bolzano-Bressanone, a Roma, dal cardinale Franjo Šeper, arcivescovo metropolita di Zagabria e prefetto della Congregazione per la dottrina della fede.
Dopo l'ordinazione proseguì gli studi e fu studente presso l'istituto Lumen vitae di Bruxelles nell'anno accademico 1969-1970. Ottenne la laurea in teologia morale presso la Gregoriana, nel 1973, e quella in filosofia alla facoltà di Lettere e Filosofia dell'Università degli Studi di Roma, nel 1979.
Tornato nella diocesi di Bolzano-Bressanone nel 1973, fu cooperatore a Caldaro fino al 1975 e poi nella parrocchia di San Nicolò a Merano. Dal 1977 al 1982 fu officiale della Congregazione per la dottrina della fede, sotto i cardinali Franjo Šeper e Joseph Ratzinger.
Nel 1982 divenne professore di teologia morale allo Studio teologico accademico di Bressanone, ricoprendo l'incarico fino al 2009, e curato, poi parroco, di Sarnes (Sarns), fino al 1991, quando fu nominato canonico penitenziere del capitolo della cattedrale di Bressanone. Da quello stesso anno al 2007 fu più volte eletto decano e prodecano allo Studio teologico accademico di Bressanone; fu anche cappellano capo della delegazione altoatesina del Sovrano Militare Ordine di Malta. Nel 1994 divenne direttore dell'Istituto per la giustizia, la pace e la salvaguardia del creato, mentre dal 2006 fu presidente dell'Associazione Teologica Italiana per lo Studio della Morale (ATISM).
Fu autore di alcune pubblicazioni scientifiche in diverse lingue.

### Ministero episcopale
Il 5 dicembre 2008 papa Benedetto XVI lo nominò vescovo di Bolzano-Bressanone; succedette a Wilhelm Egger, deceduto il 16 agosto precedente. L'8 marzo 2009 ricevette l'ordinazione episcopale, nella cattedrale di Bressanone, dal cardinale Angelo Scola, patriarca di Venezia, co-consacranti Luigi Bressan, arcivescovo metropolita di Trento, e Manfred Scheuer, vescovo di Innsbruck. Durante la stessa celebrazione prese possesso della diocesi.
Di ritorno da un pellegrinaggio ad Assisi, il 17 novembre 2010 - a seguito di alcuni esami diagnostici cui si era sottoposto presso gli ospedali di Merano e di Innsbruck - annunciò pubblicamente di essere affetto da una particolare e rara forma di sindrome di Parkinson, passibile di causargli progressive difficoltà nell'esprimersi e nei movimenti. Nell'immediato, nonostante la sua infermità, dichiarò di voler proseguire il suo ministero episcopale, pur riducendo gli impegni ufficiali.
L'8 marzo 2011 informò papa Benedetto XVI del suo stato di salute, rimettendo il mandato di ordinario diocesano nelle sue mani. Due mesi dopo partecipò comunque alla visita pastorale del Sommo Pontefice ad Aquileia e Venezia, concelebrando assieme agli altri 14 vescovi del Triveneto la Santa Messa al Parco San Giuliano di Mestre l'8 maggio 2011; in tale occasione il papa lo invitò a continuare nel proprio ministero.
Il 27 luglio 2011, a fronte del rapido declino delle sue condizioni di salute, papa Benedetto XVI accolse la sua rinuncia al governo pastorale della diocesi di Bolzano-Bressanone, nominando suo successore Ivo Muser, decano del capitolo della cattedrale di Bressanone, che fu consacrato vescovo e gli subentrò in carica il successivo 9 ottobre.
Da vescovo emerito si ritirò quindi ad abitare nel suo vecchio appartamento privato di Bressanone, ove gli fu assicurata l'assistenza sanitaria e spirituale necessaria a far fronte alla sua crescente infermità, che pur non intaccandone la lucidità, progressivamente lo privò della mobilità e della possibilità di esprimersi e comunicare con l'esterno. Fintanto che gli fu possibile, continuò a celebrare la messa e a ricevere visite.
Si spense durante la notte fra il 24 e il 25 dicembre 2016, all'età di 73 anni. Dopo le esequie, celebrate dal vescovo Ivo Muser il 30 dicembre nella cattedrale di Bressanone, fu sepolto nello stesso edificio.

## Genealogia episcopale
La genealogia episcopale è:
- Cardinale Scipione Rebiba
- Cardinale Giulio Antonio Santori
- Cardinale Girolamo Bernerio, O.P.
- Arcivescovo Galeazzo Sanvitale
- Cardinale Ludovico Ludovisi
- Cardinale Luigi Caetani
- Cardinale Ulderico Carpegna
- Cardinale Paluzzo Paluzzi Altieri degli Albertoni
- Papa Benedetto XIII
- Papa Benedetto XIV
- Papa Clemente XIII
- Cardinale Marcantonio Colonna
- Cardinale Giacinto Sigismondo Gerdil, B.
- Cardinale Giulio Maria della Somaglia
- Cardinale Carlo Odescalchi, S.I.
- Cardinale Costantino Patrizi Naro
- Cardinale Lucido Maria Parocchi
- Papa Pio X
- Papa Benedetto XV
- Papa Pio XII
- Cardinale Eugène Tisserant
- Cardinale Bernardin Gantin
- Cardinale Angelo Scola
- Vescovo Karl Golser